# Zajezda
Zajezda je naselje na Hrvaškem, ki upravno spada pod občino Budinščina Krapinsko-zagorske županije.
V kraju, ki se v arhivskih listinah omenja že leta 1334 stojita Dvorac Zajezda in pozno gotska enoladijska župnijska cerkev Uznesenja Blažene Djevice Marije z ohranjenimi fragmenti poznogotskih fresk.

## Demografija
| Pregled števila prebivalcev po letih | Pregled števila prebivalcev po letih | Pregled števila prebivalcev po letih | Pregled števila prebivalcev po letih | Pregled števila prebivalcev po letih | Pregled števila prebivalcev po letih | Pregled števila prebivalcev po letih | Pregled števila prebivalcev po letih | Pregled števila prebivalcev po letih | Pregled števila prebivalcev po letih | Pregled števila prebivalcev po letih | Pregled števila prebivalcev po letih | Pregled števila prebivalcev po letih | Pregled števila prebivalcev po letih | Pregled števila prebivalcev po letih |
| ------------------------------------ | ------------------------------------ | ------------------------------------ | ------------------------------------ | ------------------------------------ | ------------------------------------ | ------------------------------------ | ------------------------------------ | ------------------------------------ | ------------------------------------ | ------------------------------------ | ------------------------------------ | ------------------------------------ | ------------------------------------ | ------------------------------------ |
| 1857                                 | 1869                                 | 1880                                 | 1890                                 | 1900                                 | 1910                                 | 1921                                 | 1931                                 | 1948                                 | 1953                                 | 1961                                 | 1971                                 | 1981                                 | 1991                                 | 2001                                 |
| 422                                  | 480                                  | 525                                  | 555                                  | 652                                  | 765                                  | 711                                  | 888                                  | 938                                  | 1024                                 | 869                                  | 736                                  | 571                                  | 598                                  | 463                                  |